# ロスト・ワールド (1925年の映画)
『ロスト・ワールド』（英: The Lost World）は、アーサー・コナン・ドイルの『失われた世界』を元にした、1925年のアメリカ映画（無声映画）。

## 概要
ストップモーションや特殊メイクを使用、当時としては非常にリアルな「異世界と、そこに生きる生物達」を描き、大ヒットを記録。本作品の成功が、同様に特撮映画の古典である『キング・コング』へ、ひいては特撮映画（モンスター映画）やロストワールドものというジャンルの定着へと繋がっている。
ストーリーは、概ね原作に沿って展開している。

## 原作からの改変
原作には登場しない女性キャラクター（ポーラ・ホワイト）をヒロインとし、一行に同行させている。
彼女は南米アマゾン川流域の台地「失われた世界」の第一発見者メープル・ホワイトの娘でもあり、チャレンジャー教授は彼女の証言から恐竜の実在を確信している。
また、同様に原作にいないキャラクターとして彼女に懐く子猿のジョッコも登場しており、この猿に縄梯子を運ばせる事で一行は「失われた世界」からの脱出を果たす。
一方、ロクストン卿への復讐を企む現地人・ゴメスとそれにまつわるエピソードは省略されている。
原作では「失われた世界」には猿人と人間に近い原始人が住んでおり、両者の激しい抗争が展開されるが、本作では猿人のみが登場する。
本作の猿人は原作のような群れを構成しておらず、チンパンジーを連れた一匹が登場するのみである。また、この猿人がメープル・ホワイトを喰い殺したことが示唆されている。
最終的に「失われた世界」から脱出するマローンの縄梯子を揺らして妨害しようと試みるも、ロクストン卿にライフルで射殺された。
チャレンジャー教授がロンドンへ持ち帰った古生物が、プテロダクティルスからアパトサウルス（当時の名称はブロントサウルス）に変更された。
これが街へ脱走し、大暴れの末にタワーブリッジを破壊してテムズ川へ転落。海へと泳ぎ去る場面が、本作のクライマックスとなっている。
マローンとポーラは「失われた世界」でロマンスを繰り広げるも、マローンにグラディスという想い人がいる事を知り、ポーラは自ら身を引く。
原作と同様、ロンドンに帰るとグラディスはマローンを裏切って弁護士のポッツと結婚していたが、それはポーラの愛を阻む障害が無くなったことを意味していた。
最終的に二人はロクストン卿に祝福されながら結ばれるというハッピーエンドを迎える。

## スタッフ
- 監督：ハリー・O・ホイト
- 原作：アーサー・コナン・ドイル
- 特殊効果・技術監督：ウィリス・オブライエン

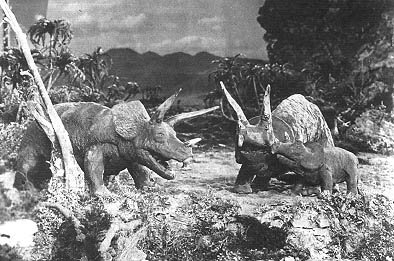
人形アニメによるリアルな恐竜の表現が大評判となった

## キャスト
- ポーラ・ホワイト：ベッシー・ラヴ
- ジョン・ロクストン：ルイス・ストーン
- チャレンジャー教授：ウォーレス・ビアリー
- サマリー教授：アーサー・ホイト
- エド・マローン：ロイド・ヒューズ
- グラディス・ハンガーフォード：アルマ・ベネット
- チャレンジャー夫人：マーガレット・マクウェード

## 備考
- 本作では、ブロントサウルスが凶暴な恐竜として描かれている。ティラノサウルスと対峙した際には、歯を剥いて威嚇し噛み付いている。ロンドンの市街で暴れる時も、ビルディングを壊したり、橋を破壊して河に落としたりしている。

- SFXはウィリス・H・オブライエンが担当、7年がかりで撮影している。なお、1960年には、本作のリメイク映画『失われた世界』が公開され、ウィリス・H・オブライエンの名もクレジットされている。

- Wikipedia の、このページにリンクされている本編（1時間42分版）には、無声だが、Amazon Prime video で配信されている 1時間８分のヴァージョンには、シューベルトの《未完成交響曲》第1楽章、ピアノ三重奏曲第２番の第２楽章、交響曲第２番の第２楽章などが、そのままの尺で流されている。